# Oude Stad (Riga)
De Oude Stad (Lets: Vecrīga, Duits: Altstadt) is het historische en geografische centrum van Riga.
Gelegen op de linkeroever van de Westelijke Dvina (Daugava) zijn, ondanks de sloop van de vestingwerken en wallen in 1857-1863, haar karakter als vestingstad nog goed herkenbaar. 
De na de sloop van de stadsmuren ontstane open ruimtes werden omgevormd tot een stadspark met stadsgracht (Pilsētas kanāls), welke tegenwoordig de Oude Stad van de 19e-eeuwse Nieuwe Stad scheidt.
De Oude Stad staat samen met de Nieuwe Stad op de UNESCO-lijst van Werelderfgoed.

## Bezienswaardigheden
Het centrum van de oude stad is het Marktplein (Rātslaukums), waar zich het (deels gereconstrueerde) Stadhuis van Riga (Rīgas rātsnams) en het Zwarthoofdenhuis (Melngalvju nams) bevinden. Dit laatste werd in de oorlog verwoest waarna de ruïnes vervolgens door de Sovjets opgeblazen werden. In 1999 werd het herbouwd.
Het oorspronkelijk gotische gebouw uit 1334, met een latere gevel in de Hollandse renaissance-stijl diende vanaf 1477 als ontmoetingsplaats voor Duitse kooplieden. Op het plein voor het gebouw staat een, eveneens gereconstrueerd, Rolandstandbeeld.
De eerste steen van de Dom van Riga (Rīgas Doms) werd in 1211 door bisschop Albert van Riga gelegd. De kerk werd meermaals ingrijpend verbouwd en uitgebreid. Het transept werd in de 14e en 15e eeuw toegevoegd. Na meermaals verval en herbouw bedraagt de hoogte van de huidige toren uit 1776 90 meter. De hoogte van de rond 1590 gebouwde voormalige houten toren bedroeg zelfs 140 meter. Het in de late 19e eeuw gebouwde kerkorgel is een van de grootste en beste orgels ter wereld.
De toren van de 1209 voor het eerst vermelde Petrikerk (Rīgas Svētā Pētera baznīca) werd verschillende keren verwoest, het meest recent in de Tweede Wereldoorlog.
De 1225 voor het eerst genoemde Sint-Jakobskerk (Rīgas Svētā Jēkaba katedrāle) met zijn 80 meter hoge toren is de katholieke kathedraal van Riga. De kerk werd in 1582 door de Poolse koning Hendrik van Valois gekocht en overgedragen aan de jezuïeten.
Het Slot van Riga (Rīgas pils) is de officiële residentie van de president. Het werd na 1330 gebouwd als vesting van de Orde van de Zwaardbroeders.
In een gebouw uit 1867 in de stijl van een Florentijns paleis bevindt zich sinds de onafhankelijkheid de Saeima, het parlement van Letland.
In de Kruittoren (Pulvertornis) uit 1650, een overblijfsel van de voormalige vestingwerken, bevindt zich het Oorlogsmuseum.
Andere historische monumenten zijn de in 1852 gebouwde Beurs van Riga, het oorspronkelijk 13e-eeuwse Konventhof (Konventa sēta), het tussen de 15e en 17e eeuw gebouwde architectonische ensemble van de Drie broers (Trīs brāļi), de Zweedse poort (Zviedru vārti), de gebouwen van het Kleine (Mazā Ģilde) en Grote gilde (Lielā Ģilde)
het Mentzendorffhuis (Mencendorfa nams) uit 1695 en het Dannensternhuis (Dannenšterna nams). 
Tussen de Oude en Nieuwe Stad bevindt zich sinds 1935 het door Kārlis Zāle ontworpen Vrijheidsmonument (Brīvības piemineklis) met een vrouwelijke allegorie van de Vrijheid op een 19 meter hoge obelisk
en op de zijkanten bas-reliëfs met voorstellingen van historische gebeurtenissen.

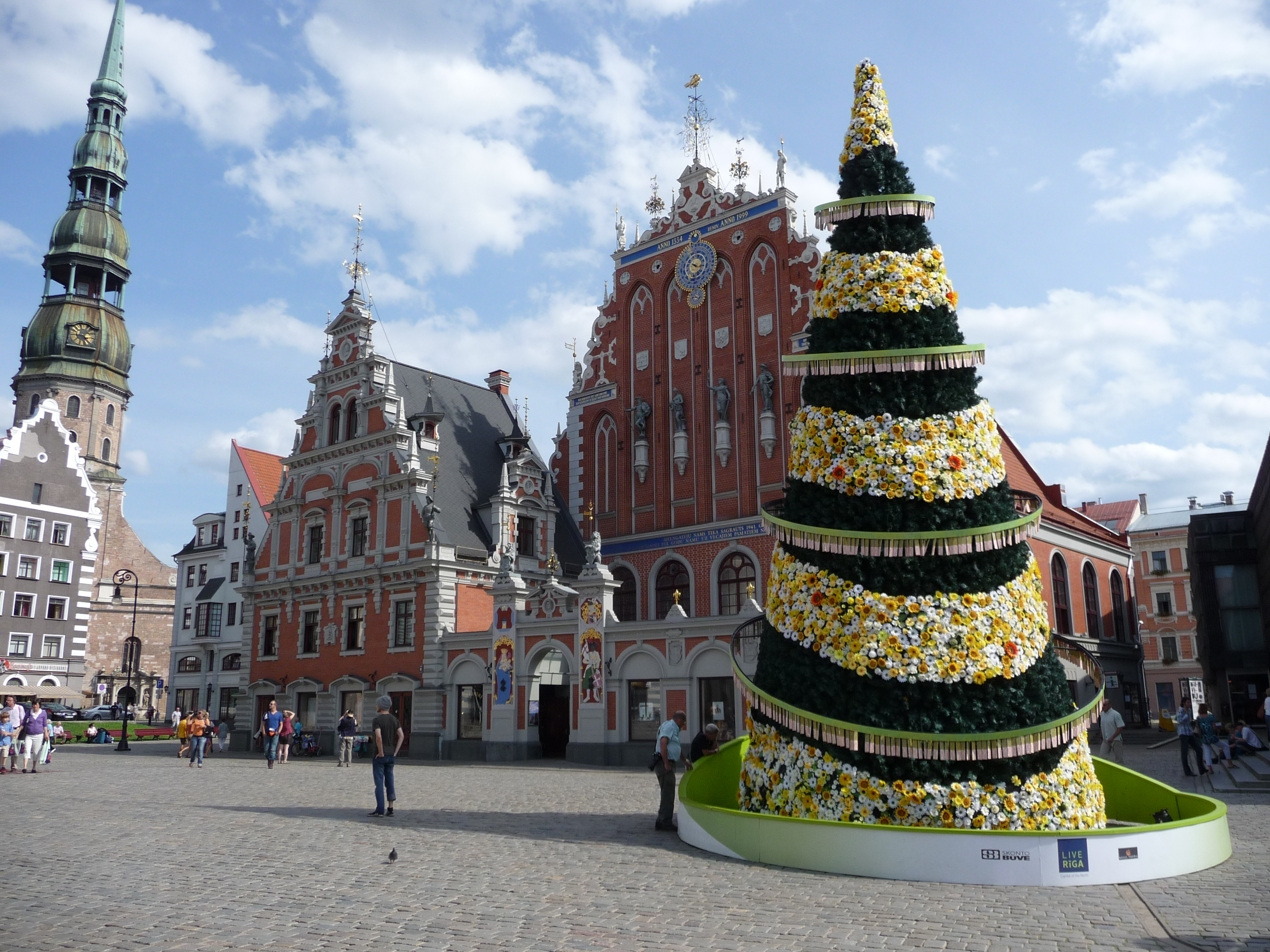
Marktplein met Zwarthoofdenhuis
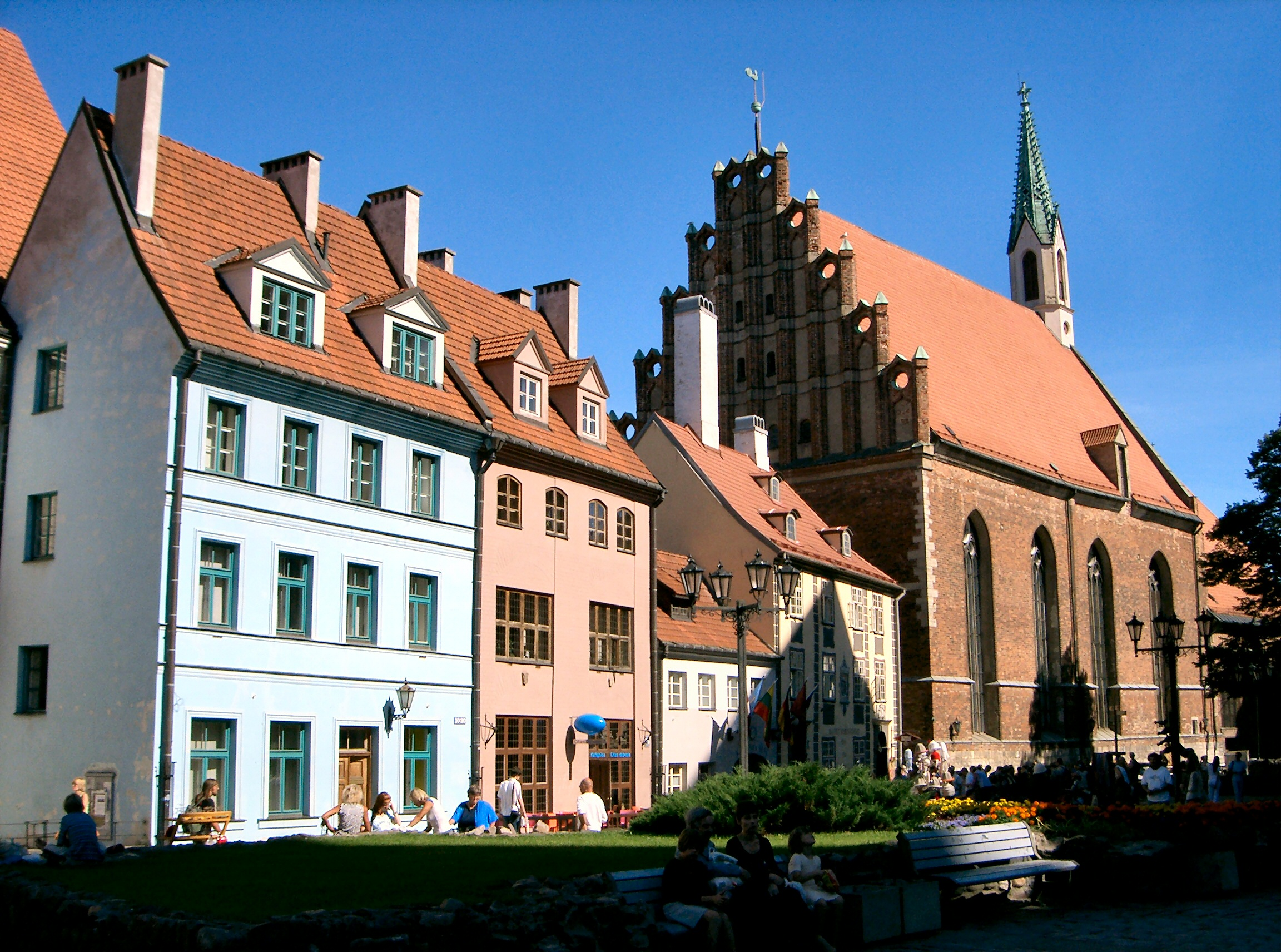
Johanneskerk
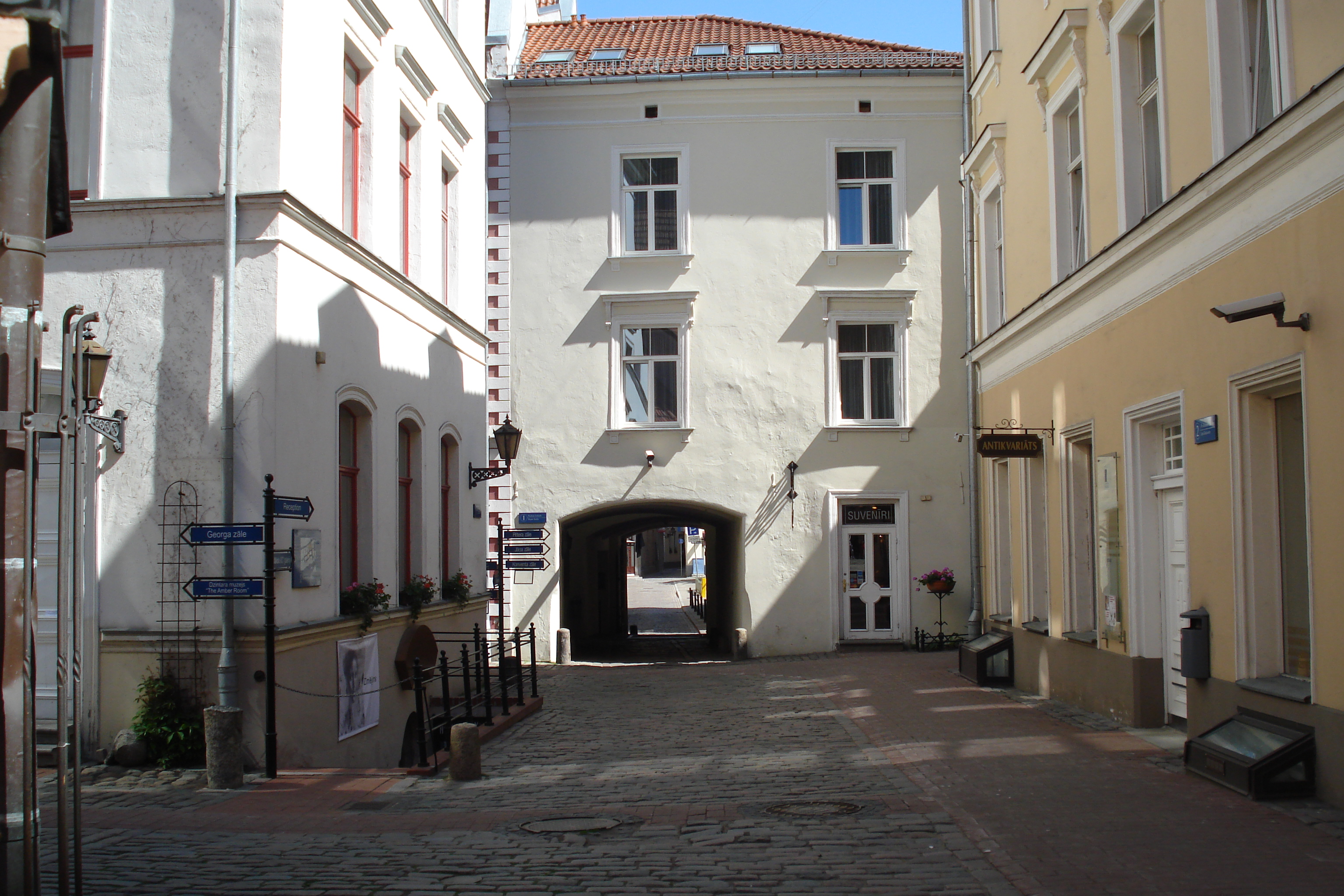
Konventshof
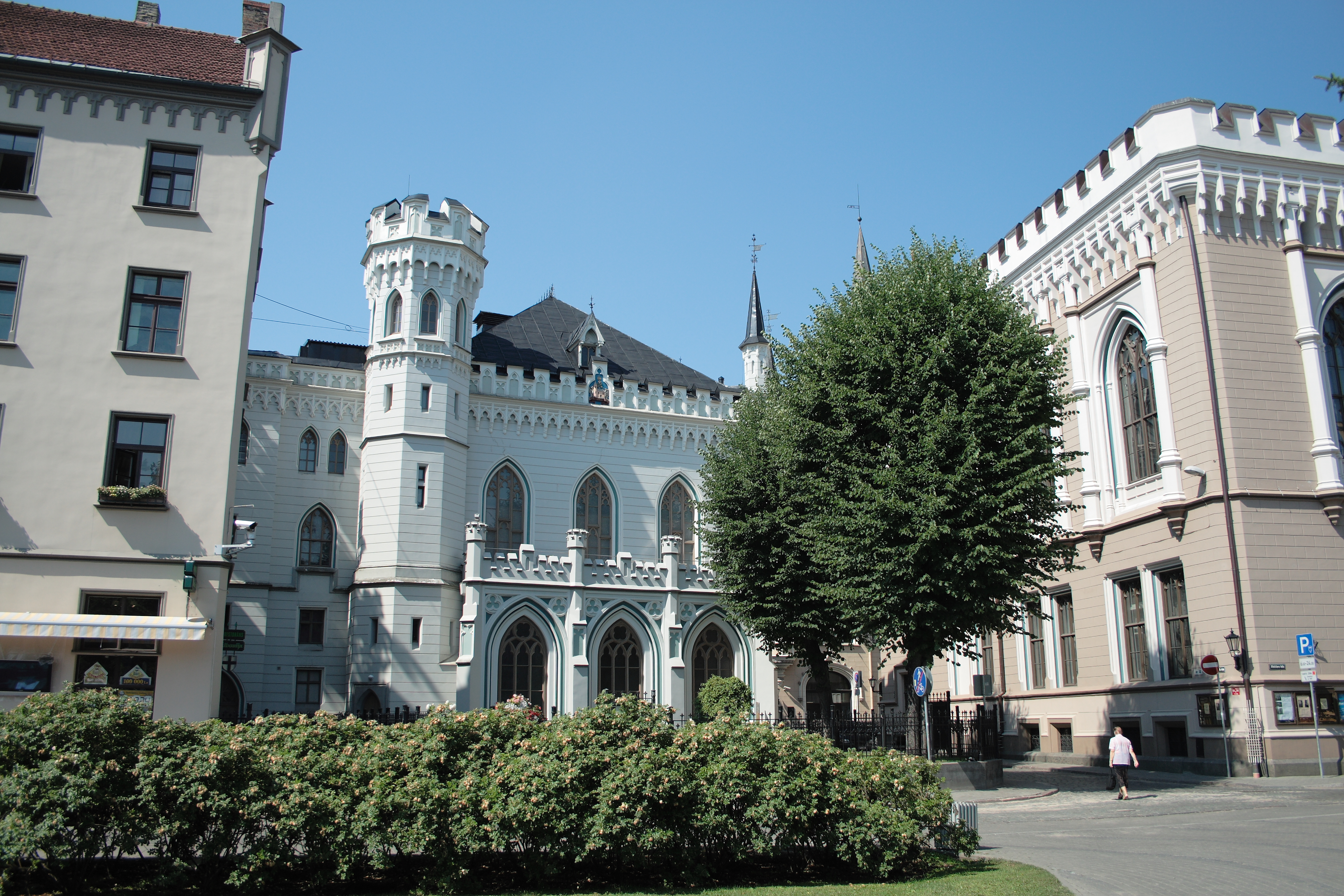
Kleine Gilde
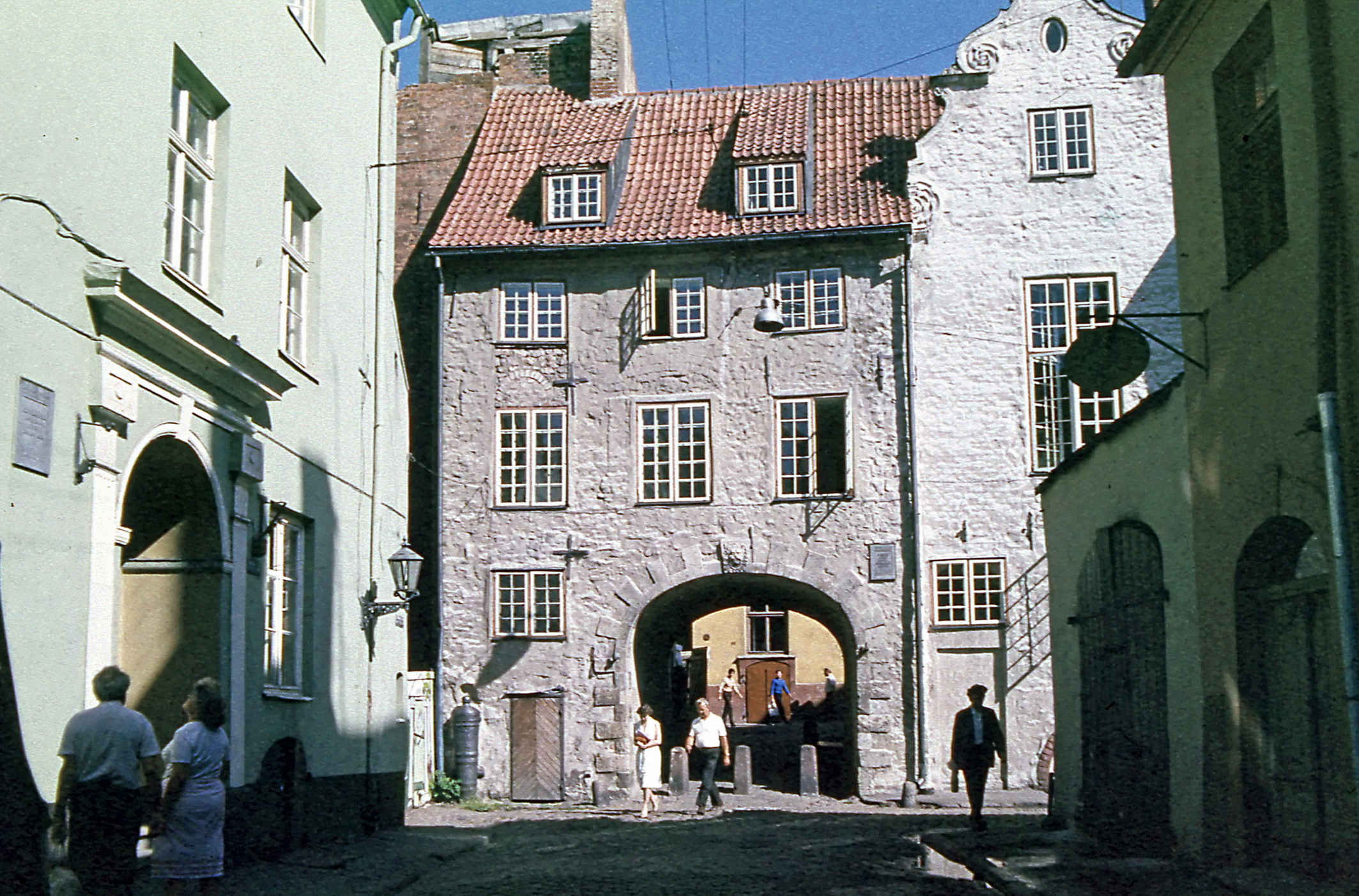
Zweedse poort
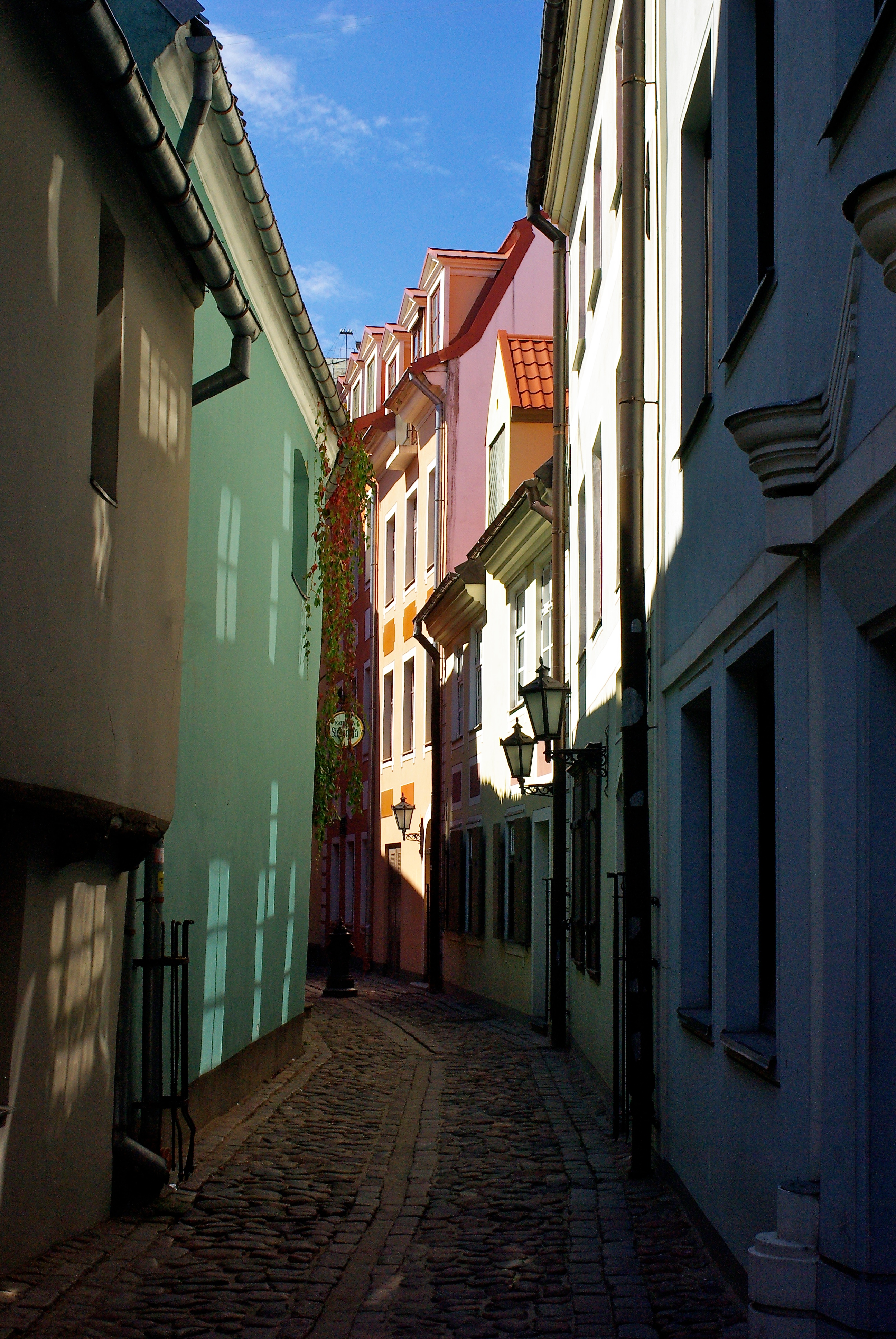
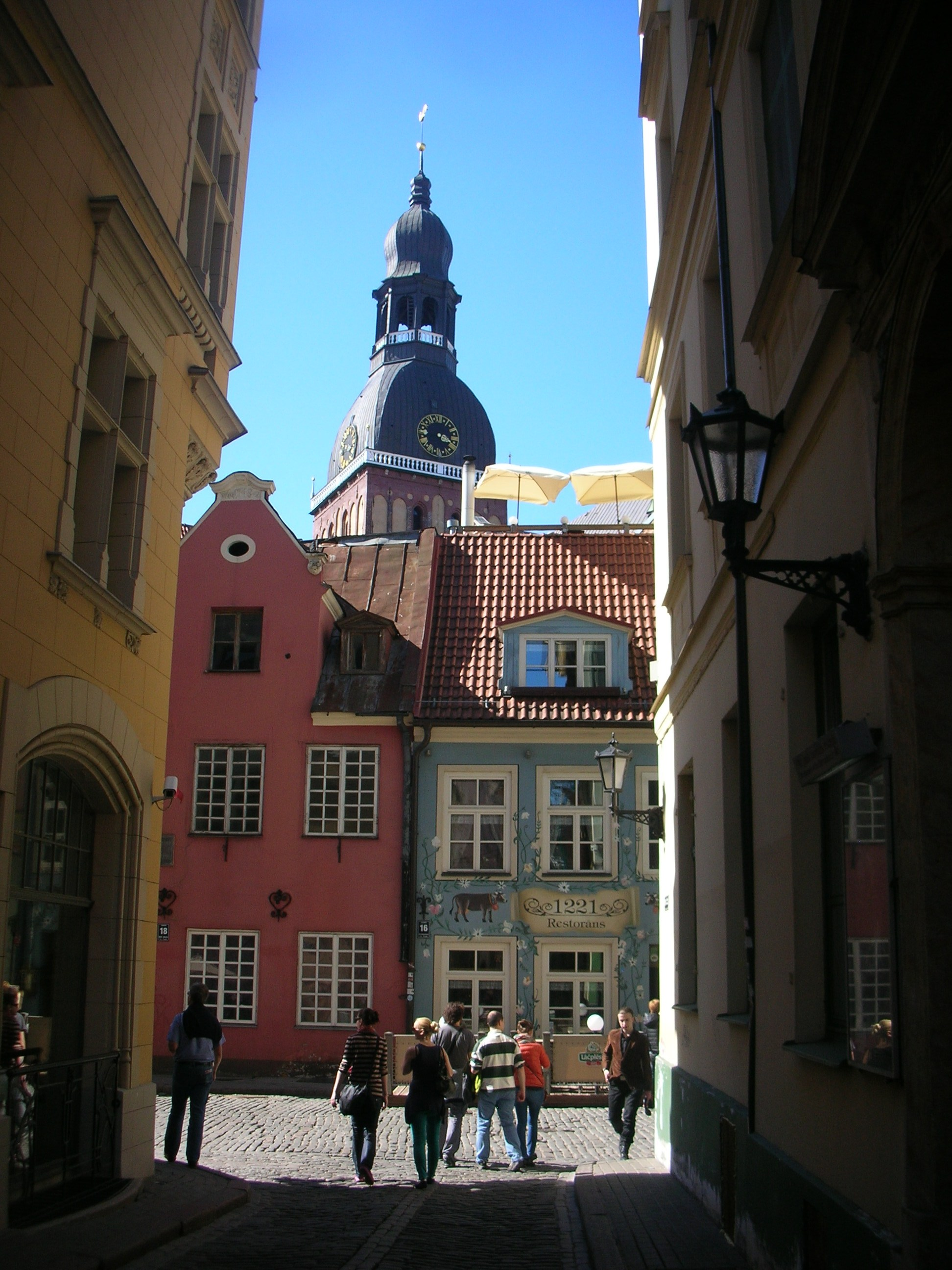
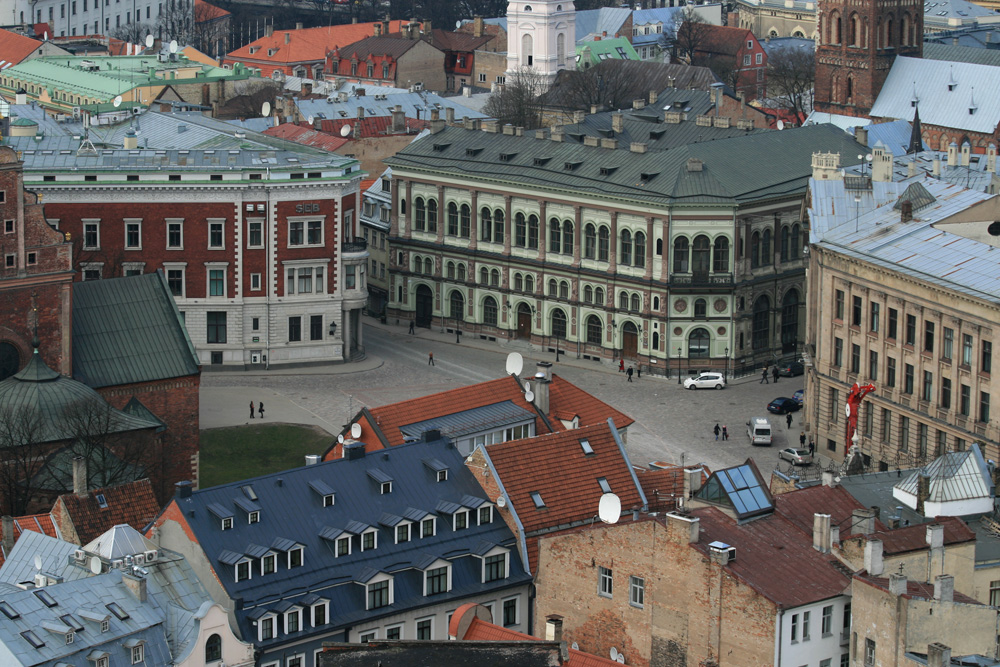
Domplein

- Library of Congress Control Number: n97021967
- Nationale Bibliotheek van Israël: 987007542789305171
- Virtual International Authority File: 137375867